# كريستيان كاباسيلي
كريستيان كاباسيلي (مواليد 24 فبراير 1991)، هو لاعب كرة قدم كان يلعب كمدافع. يلعب مع منتخب بلجيكا لكرة القدم منذ عام 2016.

## وصلات خارجية
كريستيان كاباسيلي على موقع الاتحاد الأوربي (الإنجليزية)
- كريستيان كاباسيلي على موقع الاتحاد البلجيكي (الإنجليزية)
- كريستيان كاباسيلي على موقع قاعدة بيانات كرة القدم.إي يو (الإنجليزية)
- كريستيان كاباسيلي على موقع ناشيونال فوتبول تيمز (الإنجليزية)
- كريستيان كاباسيلي على موقع Soccerbase.com (لاعب) (الإنجليزية)
- كريستيان كاباسيلي على موقع Soccerway.com (الإنجليزية)
- كريستيان كاباسيلي على موقع عالم كرة القدم.نت (الإنجليزية)
- كريستيان كاباسيلي على موقع AS.com (الإسبانية)